# Amathia populea
Amathia populea is een mosdiertjessoort uit de familie van de Vesiculariidae. De wetenschappelijke naam van de soort is voor het eerst geldig gepubliceerd in 1983 door d'Hondt.